# Christian Werner (kierowca wyścigowy)
Christian Werner (ur. 19 maja 1892 roku w Stuttgarcie, zm. 17 czerwca 1932 roku w Bad Cannstatt) – niemiecki kierowca wyścigowy.

## Kariera
W swojej karierze wyścigowej Werner poświęcił się startom w wyścigach Grand Prix, korzystając z samochodu Mercedesa. W 1923 roku Niemiec wystartował w słynnym wyścigu Indianapolis 500 zaliczanym do klasyfikacji mistrzostw AAA Championship Car oraz będącym jednym z wyścigów Grandes Épreuves. Wyścig ten ukończył na jedenastej pozycji. W sezonie 1924 Werner był najlepszy w dwóch wyścigach organizowanych nieopodal Madonie we Włoszech. Wygrał Coppa Florio oraz Targa Florio. W późniejszych latach w Niemczech wygrał Eifelrennen w sezonie 1926. Rok później stanął na drugim stopniu podium w wyścigu o Grand Prix Niemiec dla samochodów sportowych. W 1928 roku w tym samym wyścigu był najlepszy.
W 1930 roku Niemiec dołączył do stawki 24-godzinnego wyścigu Le Mans w samochodzie Mercedesa, gdzie był partnerem Rudolfa Caraccioli. Wyścig ten ukończył na dwunastej pozycji, a w klasyfikacji klasy ósmej był trzeci.